# Демократическая Россия (движение)
Демократическая Россия (ДР) — политическое движение в России, массовая общественно-политическая организация (1991—2007), коллективный член избирательного блока «Выбор России» (1993), коллективный член СПС (2000), лидер — Лев Пономарёв. Крупнейшее до осени 1993 года политическое объединение общедемократической ориентации. Зарегистрировано Министерством юстиции РСФСР 23 апреля 1991 (Рег. N72).

## Создание блока
Формально Движение «Демократическая Россия» было учреждено на съезде 20-21 октября 1990 года, в кинотеатре «Россия» (сейчас театр). Но реально её основные контуры сложились чуть ли не за год до этого.
Мартовские выборы 1989 года привели на Съезд народных депутатов СССР яркую плеяду оппозиционных политиков во главе с Андреем Сахаровым, Юрием Афанасьевым, Борисом Ельциным, Гавриилом Поповым, Галиной Старовойтовой. В июле к ним присоединились депутаты от шахтёрских регионов. Тогда же стала выкристаллизовываться политическая и экономическая платформа оппозиции — в первую очередь переход к многопартийной демократии, отмена цензуры, легализация частной собственности. Разумеется, лидеры демократической оппозиции имели в виду создание своих партий (общественное развитие явно шло к многопартийности), но это переносилось на будущее. Одновременно появилась совершенно особая форма объединения — клубы избирателей. Они рождались параллельно с региональными Народными фронтами (явное подражание Прибалтике и Закавказью) — московским, ленинградским, ярославским… Мощным катализатором общественного подъема стала череда быстрых и бескровных успехов «бархатных революций» в Восточной Европе и примеры Прибалтики, Грузии и Армении.
Клуб избирателей давал уникальную возможность для аккумулирования гражданской активности самого широкого спектра. Отдельно объединялись только неосталинисты и ярые националисты.
В Москве особую известность приобрел КИАН — Клуб избирателей Академии наук. В Черемушках возник очень мощный клуб избирателей «Народовластие». Не менее заметными были зеленоградское объединение «Демократические выборы» (преимущественно сторонники опального следователя Тельмана Гдляна) и «Комитет 19» — представители крупных оборонных предприятий столицы, выдвинувших на Съезд народных депутатов СССР кандидатуру Ельцина. Огромную роль играли советы трудовых коллективов на крупных предприятиях, состоявшие, как правило, из сторонников политических перемен.
В сентябре 1989 г. возникло Московское объединение избирателей (МОИ), куда вошли большинство этих перестроечных клубов, в том числе движения поддержки Ельцина и Сахарова и инициативные группы поддержки большинства союзных депутатов в районах Москвы. В руководство МОИ вошли доверенные лица Ельцина, представители «Мемориала», Московского народного фронта, КИАН и других организаций. Стала издаваться газета «Голос избирателя». Нападки официоза на Ельцина и Сахарова, популярных тогда разоблачителей коррупции следователей Гдляна и Иванова привели к стремительному росту митинговой активности. Все это происходило на фоне еженедельных сообщений о крахе коммунистических режимов в Восточной Европе, о падении Берлинской стены и о бурных событиях в Праге.
По инициативе Андрея Сахарова главным лозунгом оппозиции становится легализация многопартийности (требование отмены 6-й статьи конституции СССР, фактически объявлявшей КПСС партией власти). После смерти Сахарова в декабре 1989 г. и его грандиозных похорон стало ясно, что демократическое движение — главная оппозиционная сила России. Сложилось никак не оформленное своеобразное коллективное руководство демдвижением в лице сопредседателей Межрегиональной депутатской группы (МДГ): Юрия Афанасьева, Гавриила Попова и Бориса Ельцина.
На 4 марта 1990 года были назначены выборы в народные депутаты РСФСР. Многие руководители предвыборных штабов союзных депутатов, вошедших в МДГ, их доверенные лица, приняли решение участвовать в российских выборах. По всей стране началось выдвижение кандидатов в депутаты от двух сил — от КПСС и «от демократов». Огромной заслугой Горбачева явилось то, что он дал команду не препятствовать выдвижению демократов и их регистрации.
Для того чтобы создать общую платформу, перед выборами по инициативе МОИ была написана общая программа и на общероссийской конференции кандидатов-демократов на ее основе был создан избирательный блок «Демократическая Россия». Уникальный случай — блок был создан почти за год до создания самой организации!
4 февраля в Москве прошел грандиозный митинг, собравший не менее 150 тыс. человек на Манежной площади, на котором было провозглашено «начало мирной демократической революции». Этот митинг был разрешен властями. Однако когда Координационный совет МОИ подал заявку на проведение последнего предвыборного митинга вновь на Манежной площади, московские власти разрешения не дали. Властями было предложено провести митинг на Садовом кольце или за ним. Понимая огромную ответственность за сотни тысяч москвичей, КС МОИ согласился с запретом и подал заявку на Зубовскую площадь. Подготовка к митингу шла в напряжённой обстановке, в частности, распространялись слухи о том, что ультранационалистическое общество «Память» и специально выпущенные уголовники устроят в Москве и Ленинграде еврейские погромы и последуют задержания и аресты наиболее активных участников митинга. В Ленинграде по инициативе видных представителей интеллигенции общий демократический митинг был отменен. В центр Москвы были введены войска. Однако 25 февраля на Садовом кольце и на Зубовской площади демократический митинг прошёл без эксцессов (до 700 тыс. участников по некоторым свидетельствам).
4 марта прошли выборы, на которых блок «ДемРоссия» и поддержанные им кандидаты одержали сокрушительную победу (при поддержке блока было избрано 300 депутатов), образовались мощные фракции на Съезде народных депутатов РСФСР, в Московском и Ленинградском городских советах. Во главе обеих российских столиц стали представители демократов Г. Попов и А. Собчак. Через несколько дней по инициативе М. Горбачёва была изменена Конституция СССР — отменена статья 6 о роли КПСС и учреждён пост президента Союза (для М. Горбачёва). В мае началось создание первых политических партий, а Ельцин возглавил Верховный Совет народных депутатов России. Это стало первым парламентским триумфом «ДемРоссии» и её сторонников. Реальное влияние блока демократических фракций значительно превышало их формальную численность. 12 июня 1990 года была принята Декларация о государственном суверенитете РСФСР. После выхода Ельцина и Попова из КПСС в июле 1990 года «ДемРоссия» стала откровенно позиционироваться как антикоммунистическое движение. На её`мероприятиях стал появляться триколор.
Уже летом стало очевидно, что ни одна, ни несколько демократических партий не вберут в себя бо́льшую часть политических и гражданских активистов. А победы демократов и повсеместное убеждение, что Россия вполне созрела для парламентской демократии, привели к мощному общественному подъему. Различные объединения, свободные профсоюзы, правозащитные и экологические организации возникали и росли постоянно и повсеместно. Стали издаваться районные газеты, где публиковались статьи депутатов-демократов.

## Создание движения
После долгой полемики лидерами демократического движения было принято стратегически наиболее перспективное решение — создавать общее общественно-политическое движение. Всё это происходило на фоне новой шахтёрской забастовки с требованием отставки правительства Николая Рыжкова и начала энергичных реформ в РСФСР и ряде других республик СССР, ожесточённой «войны законов» между руководством и правительствами СССР и РСФСР и требований принять программу реформирования экономики «500 дней» Бочарова-Шаталина-Явлинского.

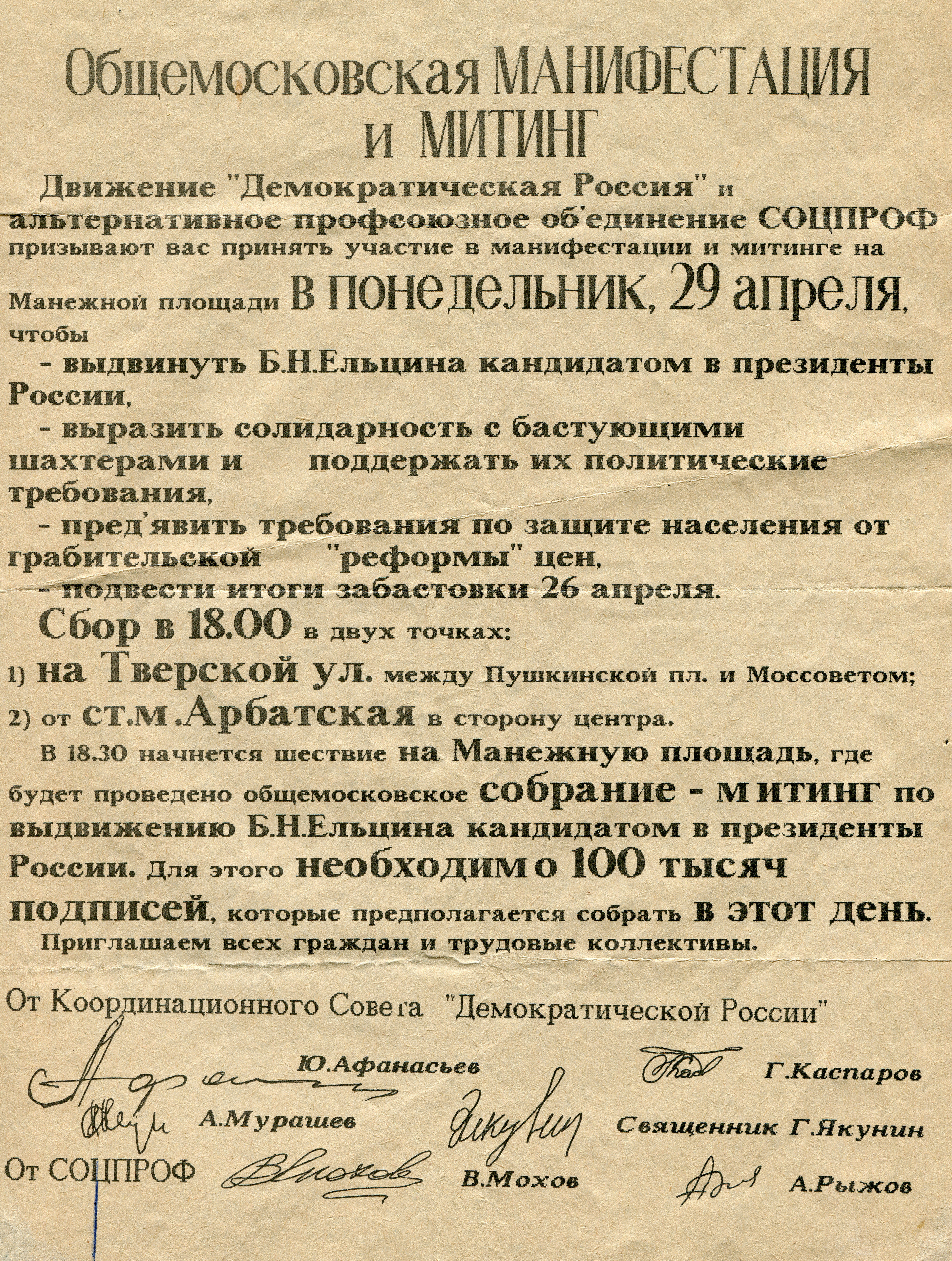
Листовка движения «Демократическая Россия». 1991 год.

20—21 октября 1990 года на учредительном съезде в Москве, в кинотеатре «Россия» было учреждено движение «Демократическая Россия», позиционировавшее себя, как некоммунистическая, антиимперская, антифашистская сила, выступающая за демократические и либеральные реформы. В него вошли многие демократические организации и персонально депутаты-демократы всех уровней. Уставными целями Движения было обозначены: реализация Всеобщей Декларации прав человека и борьба с монополизмом в политике, экономике и СМИ. Программными требованиями «ДемРоссии» стали: отказ от монополии КПСС на политическую власть и от монополии государства на экономическую деятельность; деидеологизация политической, экономической и культурной жизни; децентрализация государственного управления; развитие рыночных отношений; интеграция экономики страны в систему мировых хозяйственных связей. Движение чётче оформилось идеологически, провозгласив поддержку государственного суверенитета России, быстрых рыночных реформ и частной собственности на землю.
Был избран Совет представителей Движения, который, с свою очередь, в январе 1991 года избрал Координационный Совет.
Движение ДР объединяло партии, клубы избирателей, массовые движения, организации и демократические фракции в Советах всех уровней. Предусмотрено было также индивидуальное членство в местных организациях «Демократической России» для людей, не вступивших ни в какие другие организации. В движении участвовали политические партии, находящиеся в оппозиции к КПСС (в движение вошли 9 партий и 18 политических объединений).
В качестве коллективных членов в Движение ДР вступили:
- Социал-демократическая партия России (СДПР),
- Республиканская партия Российской Федерации (РПР),
- Свободная демократическая партия России (СвДПР),
- Российское христианское демократическое движение (РХДД),
- Партия конституционных демократов (ПКД),
- Конституционно-демократическая партия — Партия народной свободы (КДП-ПНС)[уточнить],
- Партия свободного труда (ПСТ),
- также непартийные общественно-политические объединения типа «Мемориал», объединение писателей «Апрель» и др.

Самая крупная оппозиционная Демократическая партия России (ДПР) как целое первоначально не вошла в Движение ДР, но большинство её региональных организаций участвовали в создании структур Движения и вошли в состав организаций «Демократической России» на местах. 13 января 1991 г. руководство ДПР направило своих представителей в Совет Представителей и Координационный Совет Движения ДР.
12 декабря 1991 на заседании КС были избраны 6 сопредседателей КС: народные депутаты СССР Гавриил Попов, Юрий Афанасьев и Аркадий Мурашёв, народные депутаты РСФСР Глеб Якунин, Лев Пономарёв, Виктор Дмитриев. После официальной регистрации Движения Гавриил Попов, чтобы не совмещать свой пост Председателя Моссовета с руководящей должностью в политической организации, в апреле 1991 года сложил с себя полномочия сопредседателя и члена КС Движения. Аналогичным образом поступил в сентябре 1991 года Аркадий Мурашёв, назначенный начальником московской милиции. В 1991 — начале 1992 отделения ДР были созданы более чем в 300 населенных пунктах РСФСР, включая все областные центры. Членами Движения считали себя примерно 200—300 тысяч человек. Движение объединило всё нарождающееся гражданское общество, внутри него впервые в стране стали создаваться свободные профсоюзы, реально защищающие права трудящихся.

## Движение в 1991-1993 годах
Бурный рост Движения начался в январе 1991 года, после событий в Вильнюсе. «ДемРоссия» проводила митинги по всей России и предлагала Горбачёву сесть за круглый стол, по примеру происходившего в Польше и Чехословакии. События в Прибалтике в январе, ввод войск в Москву в марте и массовые демонстрации вызвали мощный рост Движения.
В январе 1991 года Движение вступило в учреждённый в Харькове «Демократический конгресс» — альянс демократических движений СССР. В альянс вошли около 30 партий и движений. Среди них: «Демократическая Россия» с входящими в неё политическими структурами, Народное движение Украины «Рух», Белорусский народный фронт «Возрождение», литовский «Саюдис» и другие. Были приняты решения об уважении границ республик и поддержке их суверенитета в рамках некоей будущей гипотетической конфедерации.
В феврале-марте 1991 Движение собирало множество сторонников на митингах и демонстрациях в Москве и Ленинграде, требуя отставки Президента СССР Горбачева и роспуска КПСС. В марте 1991 года Движение выступило «против» по предложенному Горбачёвым референдуму о сохранении СССР и за введения поста всенародно избираемого президента России. Движение вывело сотни тысяч людей на улицы Москвы, протестую против ввода войск в столицу 28 марта 1991 года, и добилось провала этого «предварительного ГКЧП».
В 1991 году в состав Координационного совета входили в разное время от 45 до 50 человек: 15-18 руководителей рабочих комиссий (в том числе Юрий Черниченко, Илья Заславский, Лев Шемаев, Павел Кудюкин, Виктор Дмитриев, Владимир Боксер, Владимир Смирнов), 13-15 представителей от 8 политических партий и крупных общественно-политических организаций (в том числе Владимир Лысенко, Лев Пономарёв, Николай Травкин, Сергей Белозерцев Виктор Аксючиц, Михаил Астафьев, Виктор Золотарёв, Анатолий Шабад, Виталий Уражцев) и 17 членов КС, избранных на индивидуальной основе (в том числе Юрий Афанасьев, Леонид Баткин, Юрий Болдырев, Тельман Гдлян, Гарри Каспаров, Вера Кригер, Аркадий Мурашёв, Александр Оболенский, Гавриил Попов, Виктор Шейнис, Михаил Шнейдер, Глеб Якунин).
Весной 1991 года три партии — ДПР, РХДД и КДП-ПНС, выступавшие за сохранение государственного единства входивших в СССР республик, образовали внутри ДемРоссии блок «Народное согласие». В отличие от лидеров Движения (Ю. Афанасьева, Л. Пономарёва, Г. Якунина, В. Боксера), «Народное согласие» поддержало ново-огарёвский проект нового Союзного договора, а также выступило на стороне Приднестровской республики против руководства Молдавии. Партии блока с самого начала поддерживали Южную Осетию и Абхазию против Грузии Звиада Гамсахурдиа, критиковали позицию невмешательства в вопросе о гражданстве в Латвии, не разделяли принципа моратория на пересмотр границ между республиками.
Очередным триумфом «ДемРоссии» стала победа Бориса Ельцина на президентских выборах 12 июня 1991 года – он собрал более 57% голосов. Выборы были абсолютно свободными и не вызвали критики у оппонентов-коммунистов.
Активисты Движения сыграли большую роль в организации мирного сопротивления ГКЧП во время августовский событий 1991 года, особенно в Москве и Ленинграде. В частности, по призыву «ДемРоссии», пренебрегая запретом ГКЧП на массовые акции, с утра 19 августа к Белому дому России и Моссовету стали стягиваться москвичи. К вечеру их было уже десятки тысяч. В дни путча в аппарат «ДемРоссии» шли сотни сообщений с мест о готовности начинать массовую кампанию гражданского неповиновения и забастовки. Центр Ленинграда был заполнен митингующими, и ввода войск в северную столицу не произошло.
В сентябре 1991-го Координационный совет «ДемРоссии» требовал от Ельцина срочно сформировать реформаторское правительство России. На встрече высшего руководства Движения с Ельциным Юрий Афанасьев выступил с его резкой критикой.
В условиях эйфории от победы над КПСС и, одновременно, стремительного ухудшения экономической ситуации началась естественная идеологическая дифференциация. 3 сентября появилось заявление группы "Независимый гражданский союз" во главе с Юрием Афанасьевым и подписанное известными общественными деятелями и учёными (Еленой Боннэр, Леонидом Баткиным, Юрием Буртиным, Владимиром Библером и др.), которое оформило радикально-демократическое крыло в руководстве Движения, выдвинув формулу "Россия - единая и делимая!" и призвав к созыву Учредительного собрания. А 10 ноября 1991 года, на II съезде ДемРоссии, из движения вышли партии блока «Народное согласие» и Общество «Мемориал» (формально они были против разрешения индивидуального членства в «ДемРоссии», но основная проблема была в курсе Ельцина на гайдаровские реформы и государственную независимость России). Вместо них в Движение была принята карликовая Российская христианско-демократическая партия (РХДП) Александра Чуева; в марте 1992 года был принят также Российское христианско-демократическое движение Виталия Савицкого. В Движение также входили Крестьянская партия России (во главе с Юрием Черниченко), Народная партия России (во главе с Тельманом Гдляном и Олегом Бородиным), партия Союз "Молодая Россия" (во главе с Дмитрием Глинским). В январе 1992 г. вместе с СДПР и рядом других не входивших в Движение организаций и партий они сформировали социал-либеральный блок "Новая Россия", который просуществовал до выборов декабря 1993 г.
Десятки активистов Движения были назначены главами местных администраций разных уровней, а также полномочными представителями Президента России в регионах. В ноябре 1991 года Движение поддержало либеральные экономические реформы.
В середине декабря 1991 года Координационный совет движения `Демократическая Россия` принял заявление, в котором выражается поддержка заключению соглашения о создании Содружества Независимых Государств `как единственный в нынешних условиях реальный и бескровный путь сохранения общности народов, населяющих территорию бывшего СССР`. КС считает, что предложенный М.Горбачевым путь . `силовое давление на суверенные государства с целью, во что бы то ни стало, добиться подписания ими Союзного Договора встретило бы только все возрастающее сопротивление и могло бы привести к конфронтации, вплоть до вооруженной`.
В начале 1992 года группа Юрия Афанасьева — Марины Салье выступила против вхождения функционеров Движения в новую исполнительную власть и за сохранение оппозиционности. В январе 1992 г. на заседании Совета представителей Движения Афанасьев призвал к размежеванию с наиболее проправительственной частью руководства (Заславским, Боксером, Пономарёвым), однако по итогам выборов сопредседателей и членов нового КС он и его сторонники оказались в меньшинстве. Окончательно раскол оформился на Межрегиональной конференции движения 11—12 апреля 1992 года, когда организацию окончательно покинули такие известные общественные деятели как Ю. Афанасьев, Ю. Буртин, Л. Баткин, Б. Денисенко. Марина Салье какое-то время пыталась продолжить борьбу за лидерство в Движении при частичной поддержке Гдляна и других. Одновременно обнажились расхождения между «московской группой» (многие значимые руководители-москвичи вошли в аппарат мэра столицы Г. Попова) и «питерской группой» (функционеры-питерцы были депутатами Ленсовета и яростно боролись с авторитаризмом губернатора А. Собчака).
Весной 1992 года Движение поддержало планы бесплатной приватизации (с некоторыми изменениями, например, по проекту Движения приватизационная доля пенсионеров была двойной). Осенью 1992 года Движение организовало сбор подписей в поддержку референдума о частной собственности на землю. Движение поддержало идею принятия новой Конституции Учредительным собранием России и президентско-парламентскую модель власти.
19-20 декабря 1992 года состоялся III съезд Движения, на котором была принята Программа Движения. Ключевым Несмотря на критику в адрес Ельцина и правительства Черномырдина, Движение не перешло в оппозицию. Была избрана часть Совета представителей (квота Съезда — 18 человек: Г. Старовойтова, Г. Якунин, В. Кригер, А. Шабад, В. Шейнис, С. Юшенков, Вяч. Волков, Л. Пономарев, И. Заславский, А. Мурашёв, А. Мананников, С. Ковалёв, И. Яковенко, Г. Томчин, Б. Денисенко, В. Боксер, А.Шелов-Коведяев, В.Шостаковский).
В Нижнем Новгороде 27-28 февраля 1993 года состоялся пленум Совета Представителей, на котором были избраны 5 сопредседателей Движения: Г. Старовойтова, Л. Пономарев, Г. Якунин, Г. Томчин, И. Заславский. Было избрано также 25 членов КС.
18 марта 1993 в КС вошло ещё 5 человек — по одному представителю РХДП (Евгений Ихлов), РХДС (Валерий Борщёв), РПРФ, ПКД, СвДПР. Вопрос о том, какие партии будут представлены в КС, решался рейтинговым голосованием членов КС, избранных индивидуально. Не получили мест ПСТ и СДПР.
11 апреля 1993 пленум Правления СДПР прекратил коллективное членство СДПР в ДемРоссии (в мае 1993 года это решение не было подтверждено съездом СДПР, тем не менее на федеральном уровне СДПР с тех пор участия в деятельности Движения не принимало). В октябре 1993 решение о выходе из Движения «Демократическая Россия» приняла РПРФ.
На Съезде народных депутатов России во фракции «Демократическая Россия», непосредственно отождествлявшей себя с Движением, состояло в 1993 году 73 депутата.
В сентябре 1993 года Движение поддержало роспуск Съезда народных депутатов РФ, но выступило против роспуска местных Советов, рассматривая их как институты гражданского общества. 3 октября 1993 года Движение собрало массовый митинг на Тверской улице, требуя ликвидации вооружённого мятежа в столице.
На выборах в Госдуму первого созыва 12 декабря 1993 года Движение участвовало в составе блока «Выбор России» (первая тройка — Егор Гайдар, Сергей Ковалёв, Элла Памфилова). Было избрано 30 депутатов- участников (на тот момент) Движения. Из них 26 прошли по списку блока «Выбор России» или в территориальных округах при поддержке блока — в том числе сопредседатели Движения Г. Якунин, И. Заславский, Г. Томчин (Пономарев стал депутатом осенью 1994 года, Г. Старовойтова не баллотировалась), члены КС Кирилл Игнатьев, Борис Золотухин, Юлий Нисневич, Александр Осовцов, Сергей Юшенков, Алла Гербер, члены СП Сергей Ковалёв, Бэла Денисенко, Георгий Задонский, Анатолий Шабад, Сергей Юшенков, Виталий Савицкий. 4 участника Движения стали депутатами Госдумы по списку блока «Явлинский-Болдырев-Лукин», в том числе тогдашний сопредседатель Санкт-Петербургской организации Анатолий Голов, член республиканского КС Валерий Борщёв и член СП Виктор Шейнис.

В Совет Федерации 12 декабря были избраны председатель новосибирской организации Движения Алексей Мананников и член Читинской организации Движения Виктор Курочкин.

## Движение и партия в 1994-1998 годах
На пленуме СП 19-20 февраля 1994 года было отвергнуто предложение Е. Гайдара Движению ДемРоссия принять, вместе с парламентской фракцией «Выбора России», активное участие в создании новой политической партии (участие в данной инициативе было оставлено на усмотрение местных организаций).
Весной 1994 года в Движении вычленились две группы, выбравшие путь партийного строительства. Первая объявила о поддержке создания либеральной и пропрезидентской партии «Демократический выбор России», а другая заявила о намерении создать социально-либеральную Федеральную партию «Демократическая Россия» (сопредседатели — Галина Старовойтова, Глеб Якунин и Лев Пономарёв), ставшую коллективным членом Движения.
В декабре 1994 года Движение объявило себя в оппозиции политике Ельцина в Чечне и требовало прекращения войны и начала мирных переговоров.
23 февраля 1995 года после долгого перерыва впервые состоялось заседание Координационного Совета Движения, созванное Ильёй Заславским и другими сторонниками крыла сторонников «Выбора России». Ими был создан оргкомитет IV съезда Движения.
25-26 февраля 1995 группа Пономарёва-Якунина провела (параллельно с пленумом Федерального Комитета ФПДР) Совет Представителей Движения, который принял решение о нелегитимности Координационного Совета и о созыве IV съезда не в Москве, а в Челябинске.
15-16 апреля 1995 года в Челябинске прошёл IV съезд Движения «Демократическая Россия», на котором было избрано новое руководство (сопредседателями Совета Представителей стали Л. Пономарёв, Г. Якунин, Г. Старовойтова, В. Гуслянников и В. Курочкин).
2-3 сентября 1995 в Подмосковье, в учебном центре при Агропроме РФ (совхоз «Московский»), прошёл V (внеочередной) съезд Движения, в работе которого приняли участие 60 делегатов от 46 региональных организаций и конференция ФПДР (57 делегатов от 40 региональных организаций). Состоялось выдвижение кандидатов в депутаты Госдумы II созыва от обеих организаций и определён состав их делегаций на учредительную конференцию предвыборного блока с участием ДР и ФПДР.

3 сентября там же прошла учредительная конференция предвыборного блока на основе Движения и Федеративной партией «ДемРоссия». На конференции был учреждён избирательный блок «Демократическая Россия и Свободные профсоюзы» (ДРиСП), утверждены его предвыборная платформа и списки кандидатов, образован Совет блока во главе с сопредседателем ДР и ФПДР Л. Пономарёвым.

22 октября 1995 года, в последний день подачи в Центризбирком подписных листов избирательных объединений, представителям блока ДРиСП было отказано в регистрацииЮ так как подписи были принесены лишь за несколько минут до её окончания. Верховный Суд России позже обязал Центризбирком принять подписи. После этого руководство блока сделало заявление, что ДРиСП отказывается от повторной сдачи подписей и призывают своих сторонников голосовать за список «Яблока» (а в округах — за любых перспективных демократических кандидатов).
10 членов Движения смогли собрать необходимое число подписей для своей регистрации в качестве кандидатов в одномандатных округах: 8 — как представители блока и двое (Г. Старовойтова и В. Курочкин) — как независимые (они и были избраны).
VI съезд Движения весной 1996 поддержал кандидаутру Б. Ельцина на президентских выборах, однако было принято решение дать возможность каждому члену Движения выбирать, кого из либеральных кандидатов он будет поддерживать — Ельцина, Явлинского или Горбачева.
Осенью 1997 года многие региональные активисты Движения приняли участие в создании Общероссийского общественного движения «За права человека».
29 июля 1998 зарегистрированы изменения и дополнения в уставе, соответствующие новым требованиям Минюста (получение статуса «политического общественного объединения»).

## Движения и партия в 1998 году
11 апреля 1998 года состоялся VII съезд Федеральной партии «Демократическая Россия» (ФПДР), а 12 апреля — VII съезд Движения «Демократическая Россия». Хотя по составу делегатов съезды партии и Движения отличались всего на несколько человек (почти все участники имели два мандата — и на съезд партии, и на съезд Движения) решения их были заметно различными. Съезд ФПДР упразднил институт сопредседателей и единственным председателем партии избрал депутата Государственной Думы Галину Старовойтову. Был избран новый состав политсовета, состоящий только из сторонников Старовойтовой. Два бывших сопредседателя ФПДР — Лев Пономарёв и Глеб Якунин заявили о своём выходе из партии. Съезд Движения оставил всех пятерых сопредседателей (Пономарёв, Якунин, Старовойтова, Гуслянников и Курочкин) и избрал новый состав Координационного Совета, состоящий в основном из сторонников Пономарёва.

Съезд партии выразил свою лояльность президенту и высказался за политический союз с НДР Черномырдина и ДВР Гайдара. Съезд Движения заявил, что видит «ДемРоссию» в нише демократической оппозиции — рядом с «Яблоком» и свободными профсоюзами. Г. Старовойтова и В. Гуслянников отказались поддержать основные политические решения съезда, но не делали заявлений о выходе. Формально ФПДР осталась коллективным участником Движения.
В ноябре 1998 года в результате покушения была убита сопредседатель движения ДР Г. Старовойтова.
В декабре 1998 года движение ДР вступила в правоцентристскую коалицию «Правое дело», Л. Пономарёв вошел в Координационный совет коалиции. После распада «Правого дела» в августе 1999 года Движение вошло в избирательный блок «Союз правых сил» (СПС).
Зимой 2000 года Движение вместе с Движением «Либеральная Россия» Сергея Юшенкова по вопросу о войне в Чечне остановило поддержку «Союза правых сил» и поддержало на предстоящих президентских выборах кандидатуру либерального самарского губернатора Константина Титова.
В рамках формирования общероссийской политической общественной организации (май 2000), а затем партии (май 2001) СПС движение и партия ДР прекратили своё существование. Официально движение ДР ликвидировано Министерством юстиции 5.4.2007 РФ по решению суда, а партия ДР снята с регистрации 28.8.2018.